# Saljoet 5
Saljoet 5 (Russisch: Салют-5) was het derde, en laatste, militaire ruimtestation van het Almaz-type dat gelanceerd werd onder de dekmantel van het civiele Saljoet-ruimtestationprogramma. Er waren oorspronkelijk vier bemande missies naar het station gepland waarvan alleen de eerste en de derde succesvol waren. Bij de tweede missie mislukte de koppeling en keerden de kosmonauten na twee dagen huiswaarts. De laatste missie (met de Sojoez 25) werd afgelast omdat er niet voldoende brandstof meer aan boord was van de Saljoet 5 voor de vereiste baancorrecties.

## Ontwikkeling en ontwerp
Evenals de voorgaande Almaz-ruimtestations Saljoet 2 (OPS-1) en Saljoet 3 (OPS-2) had Saljoet 5 (OPS-3) een strikt militaire bedoeling. De primaire taak was nog steeds observatie van militaire doelwitten vanuit de ruimte, en daarom was opnieuw de enorme spionage-camera Agat 1 aan boord die hoge-resolutiefotografie in zichtbaar licht en het infrarode deel van het spectrum mogelijk maakte. Daarnaast was in toenemende mate ruimte vrijgemaakt voor astrofysisch en biomedisch onderzoek aan boord van Saljoet 5.
De ontwikkeling en het ontwerp van Saljoet 5 was goeddeels gelijk aan zijn voorgangers, maar er waren extra instrumenten aan boord voor andere onderzoeksterreinen dan alleen aardobservatie. Daarentegen was het zelfverdedigingskanon van Saljoet 2 deze keer niet aan boord.

## Missieverslag
Het derde bemande Almaz-ruimtestation werd op 22 juni 1976 succesvol gelanceerd van Kosmodroom Bajkonoer met een Proton-K-raket.
Twee weken later, op 6 juli 1976 vertrok de eerste bemanning al in de Sojoez 21 naar het station om diezelfde dag nog aan te koppelen. Hoewel het Igla-rendezvoussysteem tijdens de eindnadering defect raakte, voltooide de bemanning de koppeling op handbesturing. Nog voordat het geplande verblijf van twee maanden erop zat verzochten de beide kosmonauten of ze voortijdig mochten terugkeren. Zodoende landde Sojoez 21 al op 25 augustus 1976 weer op aarde. Daar werd geconstateerd dat de beide kosmonauten er fysiek en geestelijk niet best aan toe waren. Ze hadden hun fysieke training aan boord niet gevolgd, hadden last van ruimteziekte en hadden psychologische klachten ontwikkeld waardoor een sterke drang ontstond om terug te keren naar de aarde. Bovendien zou er sprake zijn geweest van giftige stoffen in de atmosfeer van het ruimtestation.
De tweede geplande bemanning van Saljoet 5 werd gelanceerd aan boord van Sojoez 23 op 14 oktober 1976. Bij de nadering van het ruimtestation viel opnieuw het Igla-koppelingssysteem uit waardoor onnodig veel brandstof werd gebruikt. Voor een tweede handmatige poging tot koppeling bleef zodoende niet genoeg brandstof meer aanwezig en de bemanning keerde op 16 oktober 1976 onverrichter zake terug. De terugkeer vond ongelukkigerwijs plaats in een sneeuwstorm en de capsule landde daarbij op het bevroren Tengizmeer, zakte door het ijs en ging kopje onder. Een bergingsteam wist uiteindelijk vanuit een helikopter een kabel aan de capsule te bevestigen waarmee deze naar de kust werd gesleept. Dit alles bij een buitentemperatuur van -20 graden Celsius en slechte weersomstandigheden. Toen de volgende morgen het luik van de capsule werd geopend bleek de bemanning de hele beproeving overleefd te hebben, tot verbazing van de bergingsploegen.
Op 7 februari 1977 vertrok de derde bemanning naar Saljoet 5 aan boord van het Sojoez 24-ruimteschip. Bij aankomst bleek er geen sprake te zijn van een verontreinigde atmosfeer van het ruimtestation. Desalniettemin werd de hele atmosfeer vervangen met een speciaal voor dat doel meegebracht apparaat. Een geplande ruimtewandeling kon niet doorgaan, maar in 18 dagen tijd verrichtte de bemanning bijna evenveel werk als de Sojoez 21-bemanning in 50 dagen. Op 25 februari 1977 keerde de bemanning al veilig terug op aarde met een vlekkeloze landing. Een dag later werd op commando van de vluchtleiding de KSI-filmcapsule uitgeworpen door Saljoet 5 en ook deze keerde veilig terug met de filmopnamen van onder andere de Agat-spionagecamera.
Een geplande vierde bemande missie naar Saljoet 5 werd afgelast. Valentin Gloesjko, hoofd van het OKB-1-ontwerpbureau dat de Sojoez-ruimteschepen bouwde, weigerde een nieuw Sojoez-ruimteschip beschikbaar te stellen omdat naar zijn mening te weinig brandstof aan boord van Saljoet 5 was om de vereiste baancorrecties uit te voeren. Daarmee eindigde het bemande Almaz-programma nadat door de Sovjet-strijdkrachten de conclusie getrokken werd dat de kosten en baten van bemande spionage-ruimtestations niet opwogen tegen onbemande alternatieven.

## Missies en bemanning
- Sojoez 21 - 6 juli t/m 25 augustus 1976 - voortijdige terugkeer
  - Boris Volynov
  - Vitali Zjolobov

- Sojoez 23 - 14 t/m 16 oktober 1976 - Koppeling mislukt
  - Vjatsjelav Zoedov
  - Valeri Rozjdestvenski

- Sojoez 24 - 7 t/m 25 februari 1977
  - Viktor Gorbatko
  - Joeri Glazkov

## Specificaties
- Lengte - 14,55 m.
- Maximale diameter - 4,15 m.
- Leefbaar volume - 90 m³
- Gewicht na lancering - 19.000 kg
- Lanceervoertuig - Proton-K raket (drie-traps)
- Aantal zonnepanelen - 2
- Spanwijdte over zonnepanelen - 17 m
- Bevoorrading - Sojoez 7K-T/A9 ruimtecapsule
- Aantal koppelpoorten - 1
- Aantal bemande missies - 3
- Aantal langdurige bemande missies - 2
- Aantal hoofdmotoren - 2
- Stuwkracht per hoofdmotor - 3,9 kN

## Terugkeer
Op 8 augustus 1977 werden de hoofdmotoren van Saljoet 5 ontstoken om het ruimtestation zodanig af te remmen dat het diezelfde dag nog terugkeerde in de atmosfeer waarbij het volledig vernietigd werd.
1. ↑  Jonathan's Space Report.